# Toktok (groupe)
Pour les articles homonymes, voir Toktok.
Toktok est un groupe allemand de techno, originaire de Berlin. Ses membres sont Anton Waldt, Nerk (Benjamin Weiss), Fabian Feyerabendt (qui fait également partie du groupe Contemporary Household avec Alexej Schipenko), C14 (Carsten Neubauer) et occasionnellement Stefan Küchenmeister.
Toktok se fait connaître du grand public grâce aux singles Missy Queen's Gonna Die (2001) et Day of Mine (2002) publiés avec la chanteuse Soffy O. et à l'album Toktok vs. Soffy O. (2002), ainsi qu'au single Bang Bang (2004, vidéo réalisée par les artistes de bande dessinée Bringmann & Kopetzki) publié avec la chanteuse Nena.

## Histoire
Toktok est formé en 1994, alors que les membres actuels du groupe travaillaient encore comme organisateurs sur la scène des free parties, en collaborant notamment avec le sound system Spiral Tribe.
Dans les années 1990, après avoir donné de nombreux concerts, Toktok développe son propre style musical, un mélange de techno, d'electroclash et de house. En 2001, leur premier succès en club, Missy Queen's Gonna Die, les conduit à signer un contrat d'enregistrement avec EastWest (Warner Music). Après qu'un an plus tard, le deuxième single avec Soffy O. Day of Mine ait également été un succès, Toktok publie avec Soffy O. son premier album Toktok vs. Soffy O., qui est récompensé par le German Dance Award. Il s'ensuit une tournée en Europe, en Russie et au Japon.
Parallèlement, Fabian Feyerabendt, Stefan Küchenmeister et Benjamin Weiss gèrent le projet ZokZok. Avec le morceau ZokZok 3, basé sur un sample de la chanson Head Over Heels d'ABBA, le projet connait un hit en club très réussi en 2002.  En 2010, ils sortent l'album Bullet in the Head.

## Discographie

### Albums studio
- 2001 : Run.Stop.Restore (Rough Trade)
- 2002 : Toktok vs. Soffy O (Eastwest) (47e place en Allemagne[3])
- 2003 : Tora Bora (Hörspielmusik)
- 2004 : Various – Tokblock 01 (Toktok Records)
- 2010 : Bullet in the Head (Toktok Records)
- 2018 : Yes No Yes (Toktok Records)
- 2023 : Tweng (Toktok Records)

### Singles et EP
- Randomize
- Mean Streets (EP)
- 2001 : Toktok vs. Soffy O. – Missy Queen's Gonna Die (BPitch Control) (38e place en Allemagne[3])
- 2001 : Toktok vs. Soffy O. – Day of Mine (Ludicrous Idiots) (49e place en Allemagne[3])
- Toktok Toktok (DJ.Ungle Fever)
- Knack Knobbed (EP)
- 2004 : Toktok & Nena – Bang Bang (WSM/Warner)
- 2005 : Körperteile (EP ; Bomzh)
- Den Den Den Remixes
- 2006 : Yoyodyne (EP) (V-Records)
- 2007 : Radiator Rabiator (EP) (Toktok Records)
- 2008 : Nosebleep (EP) (Toktok Records)